# 세기사우루스
세기사우루스(Segisaurus)는 중생대 쥐라기 전기, 북아메리카 대륙에서 서식한 육식공룡이다. '용반류'-'코엘로피시스과'에 속하는 종이다. 학명은 최초 화석이 발견된 지명에서 유래하였고, '세기(Segi) 계곡의 도마뱀'이라는 의미를 갖는다. 전체 몸 길이는 약1m정도, 체중은 5kg정도 되는 소형 공룡이다. 화석은 미국 애리조나주에서 발견되었다.